# Майкель Перес
Майкель Антоніо Перес Гонзалес (ісп. Maikel Antonio Pérez González; нар. 12 травня 1983) — кубинський борець вільного стилю, чемпіон та бронзовий призер Панамериканських чемпіонатів, учасник Олімпійських ігор.

## Життєпис
Боротьбою почав займатися з 1992 року.
Виступав за борцівський клуб «Серро Пеладо» Гавана. Тренер — Хуліо Мендьєта Селлар.

## Спортивні результати на міжнародних змаганнях

### Виступи на Олімпіадах
| Змагання                    | Збірна | Вагова категорія          | Місце |
| --------------------------- | ------ | ------------------------- | ----- |
| Літні Олімпійські ігри 2008 | Куба   | вільна боротьба, до 55 кг | 19    |

### Виступи на Чемпіонатах світу
| Змагання                        | Збірна | Вагова категорія          | Місце |
| ------------------------------- | ------ | ------------------------- | ----- |
| Чемпіонат світу з боротьби 2009 | Куба   | вільна боротьба, до 60 кг | 8     |

### Виступи на Панамериканських чемпіонатах
| Змагання                                   | Збірна | Вагова категорія          | Місце  |
| ------------------------------------------ | ------ | ------------------------- | ------ |
| Панамериканський чемпіонат з боротьби 2006 | Куба   | вільна боротьба, до 60 кг | Бронза |
| Панамериканський чемпіонат з боротьби 2009 | Куба   | вільна боротьба, до 60 кг | Золото |

### Виступи на Кубках світу
| Змагання                    | Збірна | Вагова категорія          | Місце |
| --------------------------- | ------ | ------------------------- | ----- |
| Кубок світу з боротьби 2015 | Куба   | вільна боротьба, до 61 кг | 7     |

### Виступи на інших змаганнях
| Змагання                     | Збірна | Вагова категорія          | Місце  |
| ---------------------------- | ------ | ------------------------- | ------ |
| Кубок Гранми з боротьби 2015 | Куба   | вільна боротьба, до 61 кг | Срібло |

### Виступи на змаганнях молодших вікових груп
| Змагання                    | Збірна | Вагова категорія          | Місце |
| --------------------------- | ------ | ------------------------- | ----- |
| Світові молодіжні ігри 1998 | Куба   | вільна боротьба, до 45 кг | 5     |